# Deutscher Volksverlag
Der Deutsche Volksverlag wurde am 1. April 1919 in München aus dem Verlag J. F. Lehmann für betont antijüdische Veröffentlichungen ausgegründet. Die Adresse des Deutschen Volksverlags war die Paul-Heyse-Straße 9, zweiter Stock, welche auch Alfred Rosenberg in der Weimarer Zeit als seine Adresse in Veröffentlichungen angab.
Als Verleger fungierte Ernst Boepple, ein ehemaliger Mitarbeiter des Münchener Verlegers Julius Friedrich Lehmann.
In diesem Verlag wurde u. a. die antisemitische Monatszeitschrift Der Weltkampf. Monatsschrift für Weltpolitik, völkische Kultur und die Judenfrage aller Länder von Rosenberg seit 1924 herausgegeben. Ab 1941 erschien die Zeitschrift im Hoheneichen Verlag.